# مویرا موریچ
مویرا موریچ (انگلیسی: Moira Murić؛ زادهٔ ۱۹ اکتبر ۱۹۸۵) بازیکن فوتبال اهل بوسنی و هرزگوین است.
وی همچنین در تیم ملی فوتبال زنان بوسنی و هرزگوین بازی کرده‌است.